# Anserville
Anserville ist eine ehemalige französische Gemeinde mit 463 Einwohnern (Stand: 1. Januar 2020) im Département Oise in der Region Hauts-de-France. Sie gehörte zum Arrondissement Beauvais. Die Bewohner werden Anservillois und Anservilloises genannt.
Der Erlass des Präfekten vom 25. September 2015 legte mit Wirkung zum 1. Januar 2016 die Eingliederung von Anserville als Commune déléguée zusammen mit den früheren Gemeinden Bornel und Fosseuse zur neuen Commune nouvelle Bornel fest.

## Geografie
Anserville liegt am südlichen Rand des Départements, etwa 24 Kilometer südsüdöstlich von Beauvais. Der Ort befindet sich in der Région naturelle Pays de Thelle in der früherenPicardie.
Umgeben wird Anserville von den Nachbargemeinden und den anderen Ortsteilen der Commune nouvelle:
| Esches                      | Mortefontaine-en-Thelle                     | Dieudonné            |
|                             | Kompassrose, die auf Nachbargemeinden zeigt |                      |
| Fosseuse (Commune déléguée) | Bornel (Ortsteil)                           | Puiseux-le-Hauberger |

## Bevölkerungsentwicklung
| Jahr                       | 1962 | 1968 | 1975 | 1982 | 1990 | 1999 | 2006 | 2013 |
| -------------------------- | ---- | ---- | ---- | ---- | ---- | ---- | ---- | ---- |
| Einwohner                  | 286  | 291  | 310  | 346  | 446  | 435  | 475  | 422  |
| Quellen: Cassini und INSEE |      |      |      |      |      |      |      |      |

## Sehenswürdigkeiten
- Schloss von Anserville, ein schlichtes Steingebäude, das zwischen 1789 und 1833 an der Stelle eines älteren Schlosses erbaut wurde und noch einige Überreste seiner Innenausstattung aus dem 18. Jahrhundert aufweist; mit den Überresten seines Parks im französischen Stil und seines Bauernhofs bildet das Schloss den historischen und landschaftlichen Mittelpunkt des Dorfes Anserville; Fassaden und Dächer sind seit 1990 als Monument historique eingeschrieben
- Chor der Kirche Saint-Nicolas aus dem 12. Jahrhundert

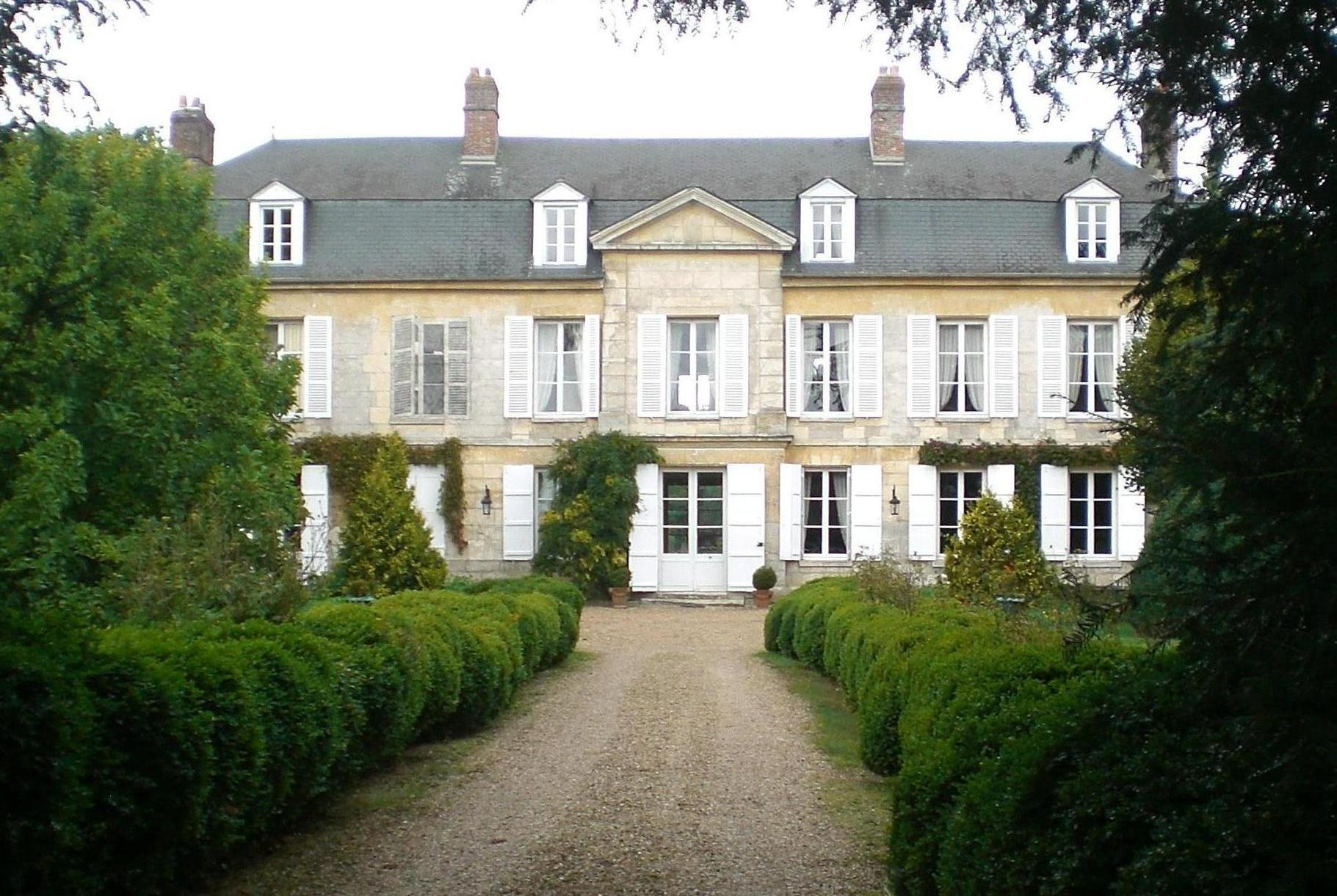
Schloss Anserville
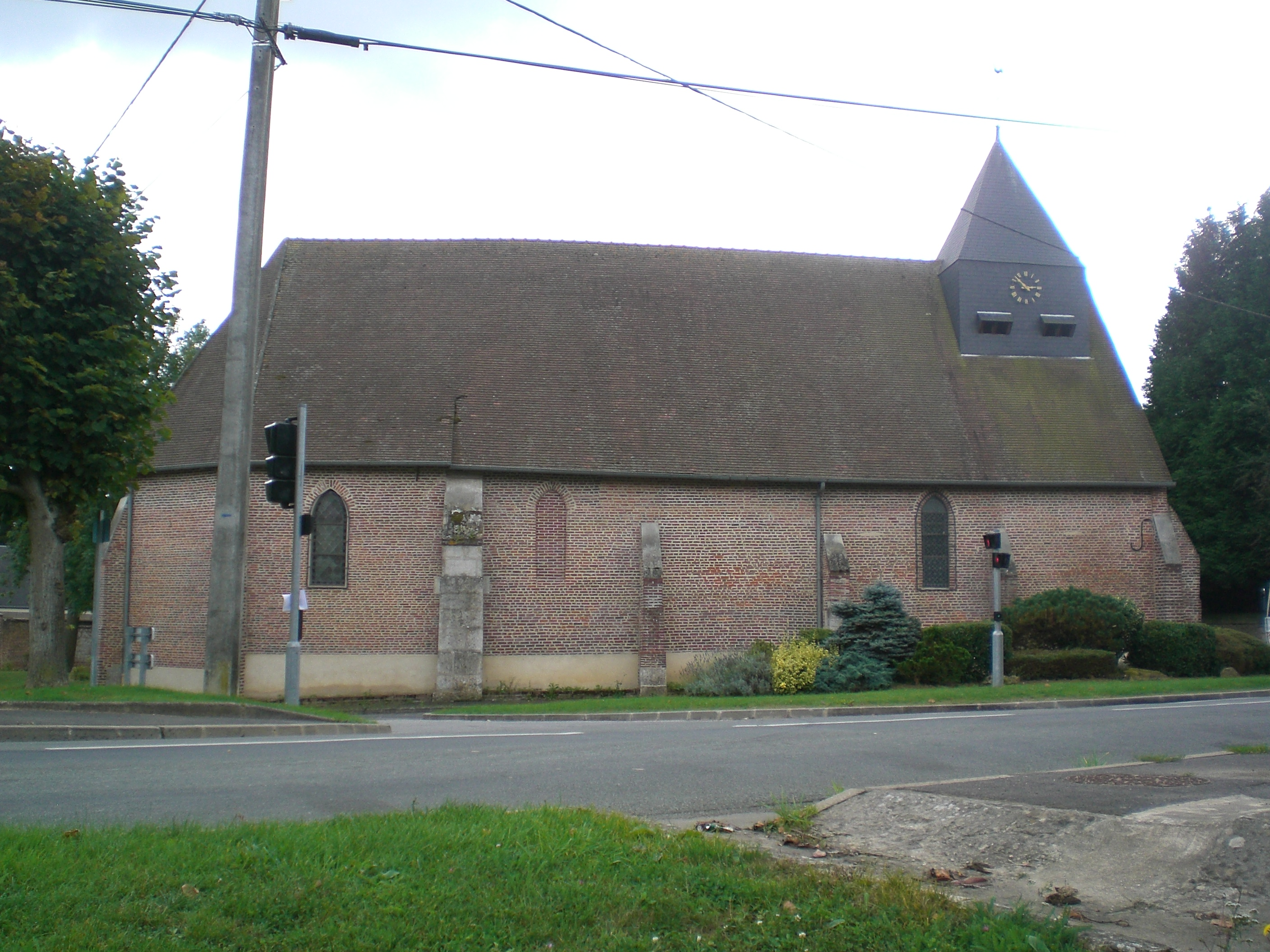
Kirche Saint-Nicolas
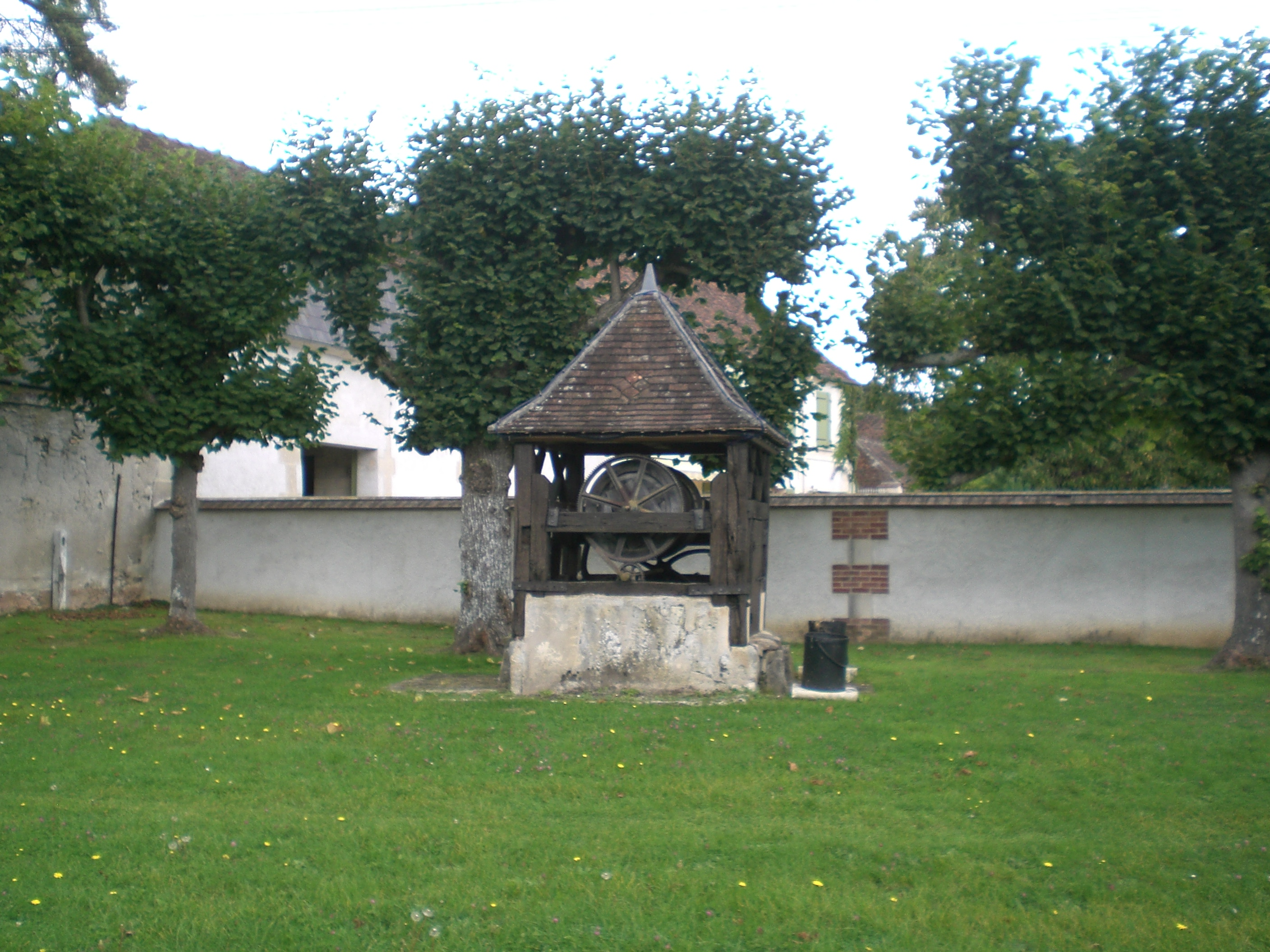
Brunnen
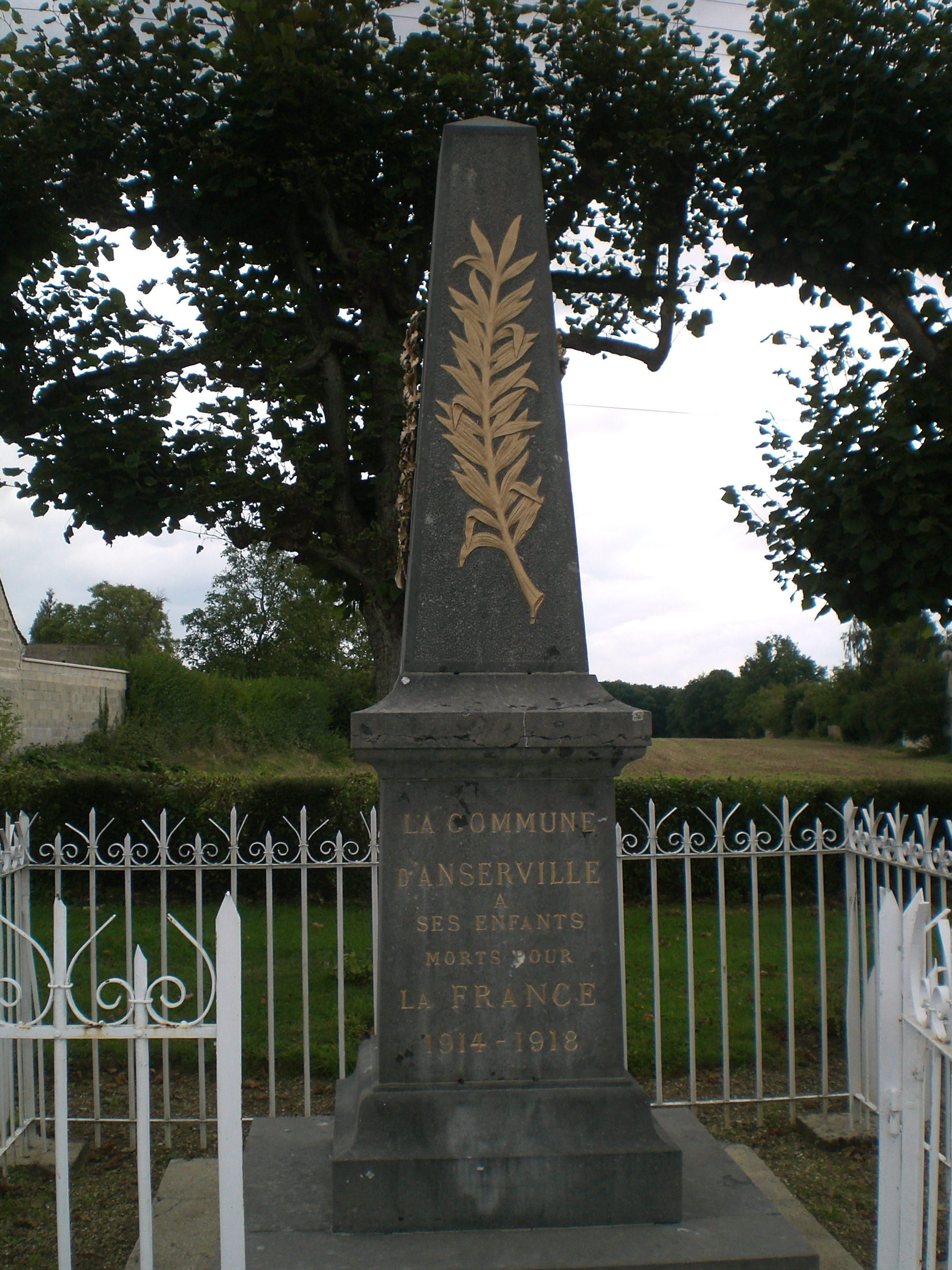
Gefallenendenkmal

## Persönlichkeiten
- Bertrand de Jouvenel (1903–1987), französischer Ökonom und politischer Philosoph. lebte zeitweise im Schloss